# Selena-
| Verwendung der Vorsilbe Selena- in der chemischen Nomenklatur |
| 3,5,9-Triselena-1-undecanamin enthält in den Positionen 3, 5 und 9 der Stammverbindung 1-Undecanamin Selenatome, die jeweils eine Methylengruppe – CH2 – ersetzen. |
| Zum Vergleich die Stammverbindung 1-Undecanamin. |

Selena- ist ein Präfix, der bei der Nomenklatur von chemischen Verbindungen verwendet wird, in denen ein Kohlenstoff-Atom durch ein Selen-Atom ersetzt wurde.

## Beispiele
- Benennung von organischen Seleniden wie z. B. 3,5,9-Triselena-1-undecanamin.
- Benennung von Selen-Heterocyclen wie z. B. Selenacyclopentan (C4H8Se), in dem eine Methylengruppe des Cyclopentans (C5H10) durch ein Selenatom ersetzt wurde.